# نبرد چنداور
نبرد چنداور (انگلیسی: Battle of Chandawar) جنگی بود که بین معزالدین محمد غوری و جایاچاندرا از دودمان گاهدوالا درگرفت. این جنگ، در چنداور (چنداول امروزی نزدیک فیروزآباد)، در  رود جمنا نزدیک آگرا رخ داد. پیروزی در این نبرد باعث شد تا محمد کنترل بخش زیادی از مناطق شمال هند را به دست آورد. نبرد با درگیری شدیدی همراه بود، تا اینکه جایاچاندرا کشته شد و قشون او شکست خوردند.